# Claude Akins
Claude Marion Akins (* 25. Mai 1918 in Nelson, Georgia; † 27. Januar 1994 in Altadena, Kalifornien) war ein US-amerikanischer Schauspieler.

## Leben
Er kam nach dem Zweiten Weltkrieg nach Hollywood und spielte seine erste kleine Rolle 1953 in der Verfilmung des Romans Verdammt in alle Ewigkeit. In den folgenden Jahrzehnten trat Akins als Nebendarsteller in Kinoklassikern wie Die Caine war ihr Schicksal, Rio Bravo, Wer den Wind sät und Die Schlacht um den Planet der Affen in Erscheinung. Akins war ein großer, breitschultriger Filmschauspieler, der vor allem in Western und Kriminalfilmen den Typus des „harten Jungen“, ob gut oder böse, spielte. Er gehörte nie zur ersten Garde der Hollywood-Stars, spielte aber in über 100 Filmen und dutzenden Fernsehserien Nebenrollen. Auch seine Auftritte in Westernserien trugen zu seiner Popularität bei.
In Deutschland wurde er insbesondere durch seine Hauptrolle in der Fernsehserie Movin’ On (1974–1976) bekannt, die hier unter dem Titel Abenteuer der Landstraße im ARD-Vorabendprogramm lief, in der er den Trucker Sonny Pruitt spielte. Von 1979 bis 1981 spielte Akins in 39 Episoden den trotteligen Sheriff Elroy S. Lobo in der Serie Sheriff Lobo, einem Spin-off von B.J. und der Bär (1979–1981), in der er zuvor bereits in dieser Rolle aufgetreten war. Er arbeitete bis Anfang der 1990er-Jahre als Schauspieler.
Akins war über 40 Jahre bis zu seinem Tod mit Therese Fairfield verheiratet und Vater von drei Kindern. Er starb an Magenkrebs im kalifornischen Pasadena. Man nahm an, dass er im Jahr 1918 geboren wurde und ein Alter von 75 Jahren erreichte; Der Sohn von Akins sagte jedoch, sein Vater sei 1926 geboren worden.

## Filmografie (Auswahl)
- 1953: Verdammt in alle Ewigkeit (From Here to Eternity)
- 1954: Der Rächer von Montana (Bitter Creek)
- 1954: Zeugin des Mordes (Witness to Murder)
- 1954: Die Caine war ihr Schicksal (The Caine Mutiny)
- 1954: Unter zwei Flaggen (The Raid)
- 1954: Freibrief für Mord (Shield for Murder)
- 1954: Drei dunkle Straßen (Down Three Dark Streets)
- 1954: Immer jagte er Blondinen (The Human Jungle)
- 1954: Die Tochter des Kalifen (The Adventures of Hajji Baba)
- 1955: Der Seefuchs (The Sea Chase)
- 1955: Der Einzelgänger (Man with the Gun)
- 1955–1972: Rauchende Colts (Gunsmoke, Fernsehserie, 10 Folgen)
- 1956: Auch Helden können weinen (The Proud and Profane)
- 1956: Horizont in Flammen (The Burning Hills)
- 1956: Haie greifen an (The Sharkfighters)
- 1956: I Love Lucy (Fernsehserie, 1 Folge)
- 1956/1957: Alfred Hitchcock präsentiert (Alfred Hitchcock Presents, Fernsehserie, 2 Folgen)
- 1956–1961: Abenteuer im wilden Westen (Zane Grey Theater, Fernsehserie, 4 Folgen)
- 1957: Die Spur des Gangsters (Hot Summer Night)
- 1957: Der Einsame (The Lonely Man)
- 1957: Ein Toter kommt zurück (Joe Dakota)
- 1958: Perry Mason (Fernsehserie, 1 Folge)
- 1958: Maverick (Fernsehserie, 1 Folge)
- 1958: Flucht in Ketten (The Defiant Ones)
- 1958: Der Zwiebelkopf (Onionhead)
- 1958–1960: Westlich von Santa Fé (The Rifleman, Fernsehserie, 3 Folgen)
- 1959: 77 Sunset Strip (Fernsehserie, 1 Folge)
- 1959: Northwest Passage (Fernsehserie, Folge „The Bound Women“)
- 1959: Rio Bravo
- 1959: Porgy und Bess (Porgy and Bess)
- 1959: Keiner verlässt das Schiff! (Don’t Give Up the Ship)
- 1959: Man nannte ihn Kelly (Yellowstone Kelly)
- 1960: Einer gibt nicht auf (Comanche Station)
- 1960: Gold in Alaska (The Alaskans, Fernsehserie, 2 Folgen)
- 1960: Wer den Wind sät (Inherit the Wind)
- 1960/1962: Twilight Zone (The Twilight Zone, Fernsehserie, 2 Folgen)
- 1960–1962: Bonanza (Fernsehserie, 4 Folgen)
- 1960–1963: Die Unbestechlichen (The Untouchables, Fernsehserie, 3 Folgen)
- 1960–1963: Am Fuß der blauen Berge (Laramie, Fernsehserie, 4 Folgen)
- 1960–1965: Tausend Meilen Staub (Rawhide, Fernsehserie, 7 Folgen)
- 1961: Claudelle und ihre Liebhaber (Claudelle Inglish)
- 1962: Durchbruch auf Befehl (Merrill’s Marauders)
- 1962: Schwarzes Gold (Black Gold)
- 1962: Das war der Wilde Westen (How the West Was Won)
- 1962/1965: Die Leute von der Shiloh Ranch (The Virginian, Fernsehserie, 2 Folgen)
- 1964: Die blaue Eskadron (A Distant Trumpet)
- 1964: Auf der Flucht (The Fugitive, Fernsehserie, 1 Folge)
- 1964: Der Tod eines Killers (The Killers)
- 1965: Daniel Boone (Fernsehserie, 1 Folge)
- 1965: Big Valley (The Big Valley, Fernsehserie, 1 Folge)
- 1965: Solo für O.N.C.E.L. (The Man from U.N.C.L.E., Fernsehserie, 1 Folge)
- 1965/1972: FBI (The F.B.I., Fernsehserie, 2 Folgen)
- 1966: Tag der Abrechnung (Ride Beyond Vengeance)
- 1966: Western-Patrouille (Incident at Phantom Hill)
- 1966: Die Rückkehr der glorreichen Sieben (Return of the Seven)
- 1966–1967: Laredo (Fernsehserie, 5 Folgen)
- 1967: Wasserloch Nr. 3 (Waterhole No. 3)
- 1968: Die Teufelsbrigade (The Devil’s Brigade)
- 1969: Hochwürden dreht sein größtes Ding (The Great Bank Robbery)
- 1970: Der Einsame aus dem Westen (A Man Called Sledge)
- 1970: Der Indianer (The Last Warrior)
- 1972: McMillan & Wife (Fernsehserie, 1 Folge)
- 1972: Endstation Hölle (Skyjacked)
- 1973: Kobra, übernehmen Sie (Mission: Impossible, Fernsehserie, 1 Folge)
- 1973: Die Sieben vom Holzfällercamp (Timber Tramps)
- 1973: Die Schlacht um den Planet der Affen (Battle for the Planet of the Apes)
- 1973: Cannon (Fernsehserie, 1 Folge)
- 1973: Dr. med. Marcus Welby (Marcus Welby, M.D., Fernsehserie, 1 Folge)
- 1974: Die Straßen von San Francisco (The Streets of San Francisco, Fernsehserie, 1 Folge)
- 1974: Ein Sheriff in New York (McCloud, Fernsehserie, 1 Folge)
- 1974: Mannix (Fernsehserie, 1 Folge)
- 1974: Toma (Fernsehserie, 1 Folge)
- 1974–1976: Abenteuer der Landstraße (Movin’ On, Fernsehserie, 45 Folgen)
- 1977: Der Polyp – Die Bestie mit den Todesarmen (Tentacles)
- 1977: Tödliche Fracht (Tarantulas: The Deadly Cargo, Fernsehfilm)
- 1978–1979: B.J. und der Bär (B. J. and the Bear, Fernsehserie, 5 Folgen)
- 1979–1981: Sheriff Lobo (The Misadventures of Sheriff Lobo, Fernsehserie, 38 Folgen)
- 1981: Fantasy Island (Fernsehserie, 1 Folge)
- 1983–1984: Love Boat (The Love Boat, Fernsehserie, 3 Folgen)
- 1984: Celebrity: Der Ruhm (Celebrity, Miniserie, 3 Folgen)
- 1984: Mord ist ihr Hobby (Murder, She Wrote, Fernsehserie, 4 Folgen)
- 1985: Hotel (Fernsehserie, 2 Folgen)
- 1986: Überfall im Wandschrank (Monster in the Closet)
- 1987: The Curse
- 1987: Besuchen Sie Europa! (If It's Tuesday, It Still Must Be Belgium) (Fernsehfilm)
- 1989: Matlock (Fernsehserie, 1 Folge)
- 1989: Hunter (Fernsehserie, 2 Folgen)
- 1991: Der beste Spieler weit und breit – Sein höchster Einsatz (The Gambler Returns: The Luck of the Draw) (Fernsehfilm)
- 1991: In der Hitze der Nacht (In the Heat of the Night, Fernsehserie, eine Folge)
- 1992: Sherlock Holmes und der Stern von Afrika (Incident at Victoria Falls) (Fernsehfilm)
- 1992: Der Feind im eigenen Haus (Falling from Grace)
- 1992: Eerie, Indiana (Fernsehserie, 1 Folge)
- 1993: Seasons of the Heart